# Re (Noruega)
Re é uma comuna da Noruega, com 225 km² de área e 8194 habitantes (censo de 2004).
A comuna de Re foi criada em 1 de janeiro de 2002, através da união das antigas comunas de Ramnes e Våle.